# Mamini
Mamini  è una città e sottoprefettura della Costa d'Avorio appartenente al dipartimento di Bouaké. Conta una popolazione di 15 200 abitanti (censimento 2014).